# Paneroa stachyofolia
Paneroa stachyofolia là một loài thực vật có hoa trong họ Cúc. Loài này được (B.L. Rob.) E.E. Schill. mô tả khoa học đầu tiên năm 2008.